# Stroitel'
Stroitel' è una città della Russia europea sudoccidentale (oblast' di Belgorod), situata nei pressi del corso del fiume Vorskla poco a nord di Belgorod; è il capoluogo amministrativo del distretto Jakovlevskij.

## Società

### Evoluzione demografica
Fonte: mojgorod.ru
- 1989: 14.300
- 2000: 17.500
- 2007: 21.400